# Lepanthes pantomima
Lepanthes pantomima es una especie de orquídea epífita originaria de México (Chiapas) a Centroamérica en Belice, Costa Rica, Guatemala y Panamá.

## Descripción
Es una orquídea de pequeño tamaño, con hábitos de epifita con suberectos ramicaules muy delgados envueltos por 6 a 7,   vainas lepantiformes ciliadas que llevan una sola hoja, apical, colgante, coriácea, ovada, de color raso verde, con margen púrpuray debajo, subagudo a obtuso apical,  subsésil en la base. Florece en el invierno en una inflorescencia filiforme, congestionada, dísticas, de 1,3 cm  de largo, con sucesivamente varias flores que surgen en la parte superior de la hoja con brácteas florales.

## Distribución y hábitat
Se encuentra en Bocas del Toro en Panamá en los bosques montanos húmedos en elevaciones alrededor de 350 metros.   

## Taxonomía
Lepanthes pantomima fue descrita por Luer & Dressler y publicado en Orquideología; Revista de la Sociedad Colombiana de Orquideología 16(3): 3–6, 18–20. 1986.
Etimología
Ver: Lepanthes
pantomima: epíteto latíno que significa "disminuyendo gradualmente hacia un punto".
Sinonimia
- Lepanthes arachnion Luer & Dressler, Orquideologia 16: 6 (1986).[1]